# ماكينات قطع المعادن

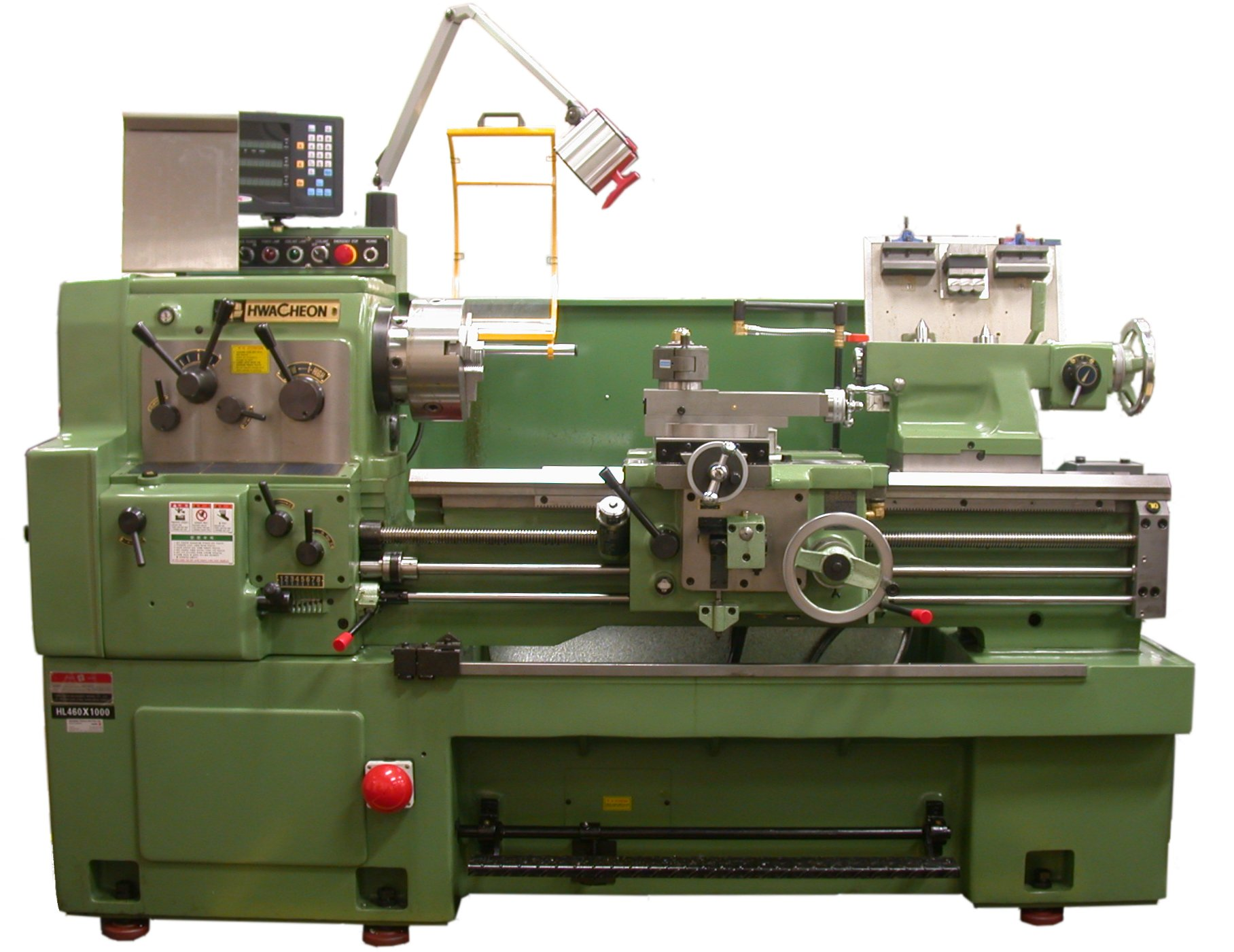
مخرطة

يمكن تقسيم ماكينات القطع طبقا لحركة القطع أو حركة التغذية.
تنقسم ماكينات قطع المعادن حسب حركة القطع إلي:
1. ماكينات قطع ذات حركة قطع دائرية(كالمخارط و ماكينات الثقب و ماكينات التفريز و ماكينات التجليخ و المخارط الآلية و النصف آلية).
2. ماكينات قطع ذات حركة ترددية مستقيمة(كالمكاشط وماكينات المشد).

و تنقسم ماكينات القطع حسب حركة التغذية بها إلي:
1. ماكينات قطع حركة تغذية مستقيمة (كالمخارط وماكينات الثقب وماكينات التفريز وماكينات التجليخ المستوي والمخارط الآلية ونصف الآلية).
2. ماكينات قطع بحركة تغذية دائرية(ماكينات التفريز و ماكينات التجليخ ذات المائدة المستديرة و غيرها).[1][2]